# 菊地达弘
菊池达弘（日语：／ Kikuchi Tatsuhiro，1987年3月2日—）是日本聲優和演員。隶属Mausu Promotion。

## 簡歷
菊地達弘在2011年加入Mausu Promotion的演员培训中心。2013年加入Mausu Promotion。

## 参演作品

### TV版动画
2014年
- 銀河騎士傳（训练生）

2015年|
- JoJo的奇妙冒險（2015年 - 2019年、男A、ギャング1、乗客A、看守、麻薬密売人1 他） - 2シリーズ
- Aikatsu！偶像活動！（スタッフ）
- 無頭騎士異聞錄 DuRaRaRa!!×2（串高生）

2016年
- 魔奇少年（客の男A）
- Active Raid－機動強襲室第八係－ 第2期（警察官）

2017年
- 機動戰士GUNDAM 鐵血孤兒（ギャラルホルン兵士）
- 在地下城尋求邂逅是否搞錯了什麼 外傳（団員、鍛冶師、アナウンス、男性冒険者、冒険者）
- 高校星歌剧（犬の飼い主）
- 名偵探柯南（鑑識官）
- 咕嚕咕嚕魔法陣（プラトー教徒B、モンスターA）
- 戰姬絕唱SYMPHOGEAR AXZ（黒服C）
- 騎士&魔法（貴族A、兵士B）
- 龍族拼圖X（竜人龍喚士）
- 食戟之靈 餐之皿（男性客D）
- 偶像大師SideM（肉屋）
- Just Because!（佐伯）
- 血界戰線 & BEYOND（ジョシュ）

2018年
- 牙鬥獸娘（観客）
- 齊木楠雄的災難（救助隊B）
- 忍者乱太郎（ドクタケ忍者）
- 重神機潘多拉（役人）
- 極道超女
- 黃金神威（宿泊客）
- Angolmois 元寇合戰記（手下）
- 昴宿七星（手下、ギルドメンバー）
- 銀魂.（アルタナ解放軍B、解放軍指揮官B、ディレクター）
- 暮光幻影（部下A）
- ISLAND
- 殺戮的天使（男）

2019年
- 在地下城尋求邂逅是否搞錯了什麼Ⅱ（獣人）
- 卡片戰鬥!! 先導者GZ（2019年 - 2020年、配達員、店主） - 2シリーズ
- 歌舞伎町夏洛克（スタッフ）
- Fairy Gone（キャスタルハロル）

2020年
- 索瑪麗與森林之神（薬屋）
- 恋与制作人（研究員）
- 神奇柑仔店（マスコミ、はなぞの商店街 選手、となり町商店街 監督）
- 我立於百萬生命之上（盗賊）

2021年
- Re:從零開始的異世界生活（岩豚）
- 致不灭的你（随从）
- 賈希大人不氣餒！（魔族A、住人C、客A、社員B、客B、其他）

2022年
- 食鏽末世錄（ウサギ面）
- 秘密內幕～女警的反擊～（酔っ払い2号）
- 勇者辭職不幹了～下個職場是魔王城～（客B）
- 境界戰機（山名贤三）

2023年
- 阿魯斯的巨獸
- 江戶前精靈（魚屋のおじさん、木下、男性B、氏子たち）

### 剧场版动画
- 剧场版 希德尼娅的骑士（2015，训练生）
- 生日仙境 （2019年印度店主）

### OVA
- 夺宝奇兵III （2019，乘务员）

### 网络动画
- BROTHERHOOD FINAL FANTASY XV （2016年，高级官员，押送）
- 顽皮的女巫和永不眠的城市 （2017，飞行员）
- 老鼠动物 （2017，dog狗龙洋）

### 游戏
- 剑灵 （2014）
- Apex Lagends （Octane，2019）
- 寶可夢大師（古茲馬，2020）

### 配音

#### 电影
- 独立日：复兴 （杰克<乔尔·韦格尔>）
- 猿人星球：圣战 [2]
- 明天 （Jet Pack伴侣1 [3] ）
- 后裔
- 奇异博士 （男性手术室1 [4] ）
- 布拉德 （Ax < Toby Kebbell > [5] ）
- 我的奇妙旅程 （牧师[6] ）
- MEG怪物 （研究者[7] ）

#### 电视剧
- 事故夫妇
- 永恒的完美记忆调查 3
- 犯罪箔
- 最后一艘军舰 （O Corner Sergeant）
- 杀人之路 （Brendan Duchy）
- 百
- 闪光
- 希姆洛克格罗夫
- 最后的王国 （哈里格，奥斯瓦尔德，埃德蒙国王等）
- 复仇 3，4
- 炸药夫人 （斯科特）

#### 动漫
- Akumajo Dracula -Castlevania- （2018，盗贼2）
- F代表家庭F （马球）
- Kerolympic青蛙王国关闭电话！ （Pachikuri，评论，蜥蜴等）

### 旁白
- 最强的乐队（凯文）